# 1843 في فرنسا
فيما يلي قوائم الأحداث التي وقعت خلال عام 1843 في فرنسا.

## مواليد

### من يناير إلى يونيو
- 10 فبراير - فيليب الكسندر جول كونكل دى هيركولايس، عالم حشرات.
- 14 فبراير - لويس ديمير، عازف بيانو وملحن.
- 2 مارس - أندريه فرناند ثيسمار، عامل مينا مزجج.
- 5 مارس - هيو أنطوان دارسي، شاعر وكاتب والمدير التنفيذي الرائد في صناعة الأفلام الأمريكية.
- 14 مارس - ليون ديهون، رجل دين
- 29 مارس - بول فيرير، كاتب مسرحي.
- 21 مايو - إدوارد هينري أفريل، العربية

إدوارد هينري أفريل.
- 19 يونيو - شارل إدوارد لوفيفر، ملحن
- 26 يونيو - بول أرين، شاعر وكاتب.

### يوليو إلى ديسمبر
- 13 يوليو - جان ماري أنطوان دي لانيسان ، رجل دولة وعالم طبيعة.
- 17 أغسطس - الكسندر لاكاساني ، طبيب وعالم إجرام.
- 29 أغسطس - ألفريد أجاش، رسام.
- 6 سبتمبر - إيف غويو، سياسي وخبير اقتصادي.
- 13 سبتمبر - لويس دوشان، كاهن، عالم فقه اللغة، مدرس ومؤرخ.
- 21 سبتمبر - غابرييل بول أوثينين دي كليرون، سياسي ومؤلف.
- 29 سبتمبر - جاك جوزيف جرانشر، طبيب أطفال.
- 12 ديسمبر - مارسيل ديبريز، مهندس كهربائي.